# Homicidal
Homicidal è un film del 1961 diretto da William Castle.

## Produzione
Dopo quindici anni passati a dirigere film di serie B per la Columbia, l'Universal e la Monogram, William Castle ipotecò la sua casa e fondò la William Castle Productions nel 1958. Per promuovere i suoi film offriva al pubblico una polizza assicurativa sulla vita da 1000 $ in caso di morte per paura durante il film. Inoltre promosse il film con spot televisivi e anteprime incentrati più sulla polizza assicurativa sulla vita che sul film; il film si rivelò un successo e l'espediente della polizza venne usato nella maggior parte dei suoi successivi film.
L'attrice Joan Marshall venne scelta per il doppio ruolo di Emily / Warren, accreditandola però col nome d'arte Jean Arless. In origine Castle aveva intenzione di scegliere due attori diversi per i due ruoli ma dopo aver fatto il provino per il ruolo di Emily, la Marshall ritornò da Castle nel suo ufficio vestita da uomo per il provino per la parte di Warren: «Il mio segretario, non riconoscendola, chiese all'uomo il suo nome», ricorda Castle, «La trasformazione è stata davvero sorprendente.» e quindi la Marshall venne scelta per entrambe le parti.
Le riprese principali iniziarono il 1 ° novembre 1960 a Ventura e a Solvang, in California. Per le scene col personaggio di Warren, la Marshall aveva i capelli tagliati come quelli di un uomo e tinti di marrone, indossava lenti a contatto marroni e aveva protesi per alterare la forma del naso, della bocca e delle mani.

## Trama
Una giovane che dice di chiamarsi Miriam Webster , ospite in un hotel, convince il fattorino a sposarla la notte stessa in cambio di 2000 $ con l'accordo che avrebbero chiesto l'annullamento del matrimonio il giorno dopo. Il cameriere accetta, i due si sposano davanti a un giudice di pace il quale, appena formalizzato l'atto, viene ucciso senza apparente motivo dalla donna che poi fugge. La ragazza è una infermiera di nome Emily, che lavora presso la casa di una anziana donna, Helga, muta e paralizzata che vive con Warren e sua sorella Miriam. Emily racconta a Helga che ha ucciso il giudice di pace. Helga teme Emily ma non riesce a comunicare a nessuno quello che ha fatto.
La polizia scopre che Miriam Webster, una fiorista, esiste davvero ma non assomiglia alla ragazza che ha ucciso il giudice. Miriam e il suo ragazzo arrivano a casa di Warren il giorno successivo per visitare Helga. Helga cerca di comunicare con Miriam senza riuscirci.
Miriam nota che l'identikit dell'assassina assomiglia a Emily che intanto ha ucciso Helga. Miriam va a trovare Warren ed Emily, entra nella casa e scopre che Helga è stata assassinata e viene aggredita da Emily e si scopre che è Warren travestito.
Si scopre che Warren era davvero una ragazza ma venne cresciuto come se fosse un maschio; solo la madre, la governante Helga e l'impiegato della contea che in seguito divenne giudice di pace, erano al corrente che fosse una femmina; questo perché il padre di Warren voleva un maschio; "Emily" era un'identità alternativa che Warren si era creato all'estero per poter vivere come una donna; quando il padre morì si venne a sapere della clausola testamentaria che gli avrebbe negato la sua eredità se si fosse saputo che era una femmina, e allora riprese il suo alter ego di Emily per uccidere e mettere a tacere coloro che sapevano la verità, ovvero la governante e il giudice di pace.